# Bulbophyllum grandifolium
Bulbophyllum grandifolium là một loài phong lan thuộc chi Bulbophyllum.